# Backlash (2006)
Backlash (2006) foi o oitavo evento pay-per-view (PPV) de luta livre profissional do Backlash produzido pela World Wrestling Entertainment (WWE). Foi realizado exclusivamente para lutadores da divisão da marca Raw da promoção. O evento aconteceu em 30 de abril de 2006, na Rupp Arena em Lexington, Kentucky. Foi o último evento Backlash exclusivo do Raw, já que após a WrestleMania 23 no ano seguinte, os PPVs exclusivos da marca foram descontinuados. O conceito do pay-per-view foi baseado na reação da WrestleMania 22.
Sete lutas profissionais estavam programadas no card do evento, que contou com três lutas principais. O primeiro desses eventos principais foi uma luta de trios pelo Campeonato da WWE, que viu John Cena derrotar os desafiantes Triple H e Edge para manter o título. O segundo evento principal foi Shawn Michaels e "God" contra Vince e Shane McMahon em uma luta No Holds Barred, que foi vencida pelos McMahons. O terceiro evento principal foi uma "partida Título vs. Pasta" que colocou o Mr. Money in the Bank Rob Van Dam contra o Campeão Intercontinental Shelton Benjamin, com os dois defendendo seus respectivos títulos. Van Dam derrotou Benjamin, mantendo assim sua pasta Money in the Bank e vencendo o Campeonato Intercontinental.
O evento recebeu 273.000 compras de pay-per-view, mais do que o evento do ano anterior recebeu. Isso contribuiu para que a receita de pay-per-view da WWE aumentasse em US$ 4,3 milhões em relação ao ano anterior. Quando o evento foi lançado em DVD, alcançou a segunda posição na parada de vendas de DVD para esportes recreativos da Billboard.

## Antes do evento

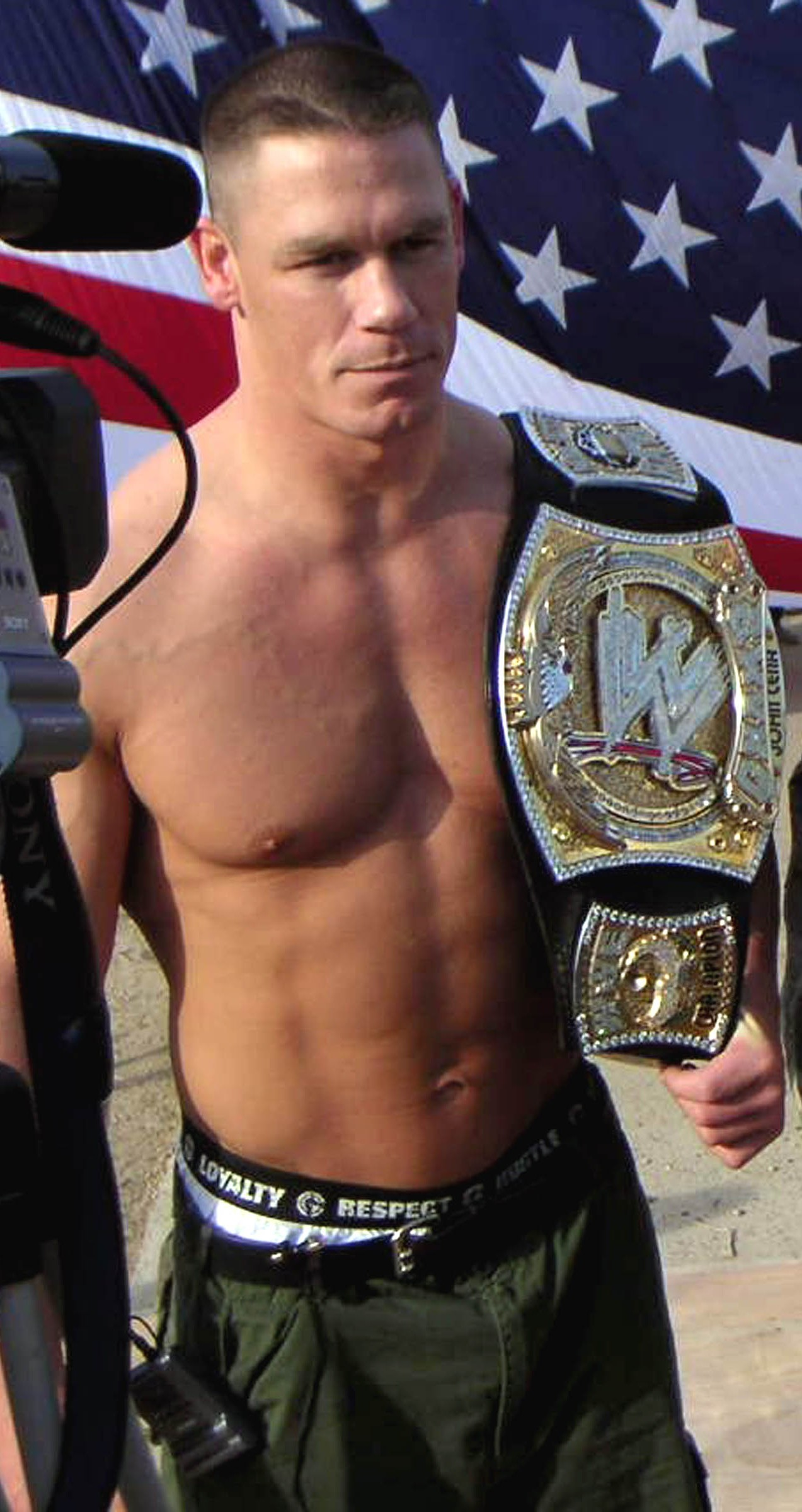
WWE Champion John Cena manteve o título.

Backlash teve lutas de wrestling profissional de diferentes lutadores com rivalidades e histórias pré-determinadas que se desenvolveram na Raw — programa de televisão da World Wrestling Entertainment. Os lutadores interpretaram um vilão ou um mocinho seguindo uma série de eventos para gerar tensão, culminando em várias lutas.

## Resultados
| #                              | Lutas                                                                  | Estipulação | Duração |
| ------------------------------ | ---------------------------------------------------------------------- | --- | ------- |
| Heat                           | Goldust derrotou Rob Conway                                            | Singles match | 03:38   |
| 1                              | Carlito derrotou Chris Masters                                         | Singles match | 09:53   |
| 2                              | Umaga (com Armando Alejandro Estrada) derrotou Ric Flair               | Singles match | 03:29   |
| 3                              | Trish Stratus derrotou Mickie James (c) por desqualificação.           | Singles match pelo WWE Women's Championship                                                                           | 04:03   |
| 4                              | Rob Van Dam derrotou Shelton Benjamin (c)                              | Winner Take All match pelo WWE Intercontinental Championship de Benjamin e pelo Contrato do Money in the Bank de RVD. | 18:42   |
| 5                              | The Big Show vs. Kane acabou sem vencedor.                             | Singles match | 09:30   |
| 6                              | Team McMahon (Vince e Shane McMahon) derrotaram Shawn Michaels e "God" | No Holds Barred Tornado Tag match                                                                                     | 19:57   |
| 7                              | John Cena (c) derrotou Triple H e Edge (com Lita)                      | Triple Threat match pelo WWE Championship                                                                             | 17:33   |
| (c) - Campeão(s) antes da luta |                                                                        | |         |